# Баекова, Чолпон Турсуновна
Чолпон Турсуновна Баекова (род. 18 мая 1947, Ленинское, Ошская область) — судья высшей квалификации; доктор юридических наук, профессор; Почётный работник судебной системы.

## Биография
В 1969 году окончила юридический факультет Киргизского государственного университета.
В 1969—1977 гг. — прокурор отдела Прокуратуры Киргизской ССР. С 1977 по 1982 год — член Верховного суда Киргизской ССР.
В 1982—1985 гг. — председатель Иссык-Кульского областного суда; в 1985—1988 гг. — председатель Иссык-Кульского облсовпрофа.
С 1988 по 1990 год — 1-й заместитель министра юстиции Киргизской ССР. В 1990 году окончила Академию Общественных наук ЦК КПСС в Москве. В 1990—1991 гг. — председатель Постоянной комиссии Верховного Совета Киргизской Республики по вопросам экономики.
С 1991 по 1993 годы — Генеральный прокурор Киргизской Республики.
С 1993 по 24 декабря 2007 года — председатель Конституционного суда Киргизской Республики.
В 2005 году Ч. Т. Баекова участвовала в процедуре отставки первого президента Аскара Акаева и укреплении на посту президента К. С. Бакиева. Ч. Т. Баекова легитимизировала военный переворот 24 — 25 марта 2005 года.
В 2007 году Конституционный суд Киргизской Республики под руководством Ч. Т. Баековой отменил редакции двух новых конституций — «парламентской» и «президентской» в ноябре и декабре 2006 г. 14 сентября 2007 года Конституционный суд Киргизии объявил их обе неконституционными по процедурным основаниям.
Вступила в партию «Ак-Жол». Участвовала в парламентских выборах от партии «Ак-Жол». Была утверждена на должность вице-спикера Жогорку Кенеша. В этой должности 20 ноября 2008 года провела встречу с делегацией Венгерской Республики во главе с министром иностранных дел Кингой Генц.
С 2008 по 2010 годы — 1-й вице-спикер Жогорку Кенеша Киргизской Республики.
С 2010 г. работает ведущим специалистом в Научном центре при Кыргызско-Российском Славянском Университете, Бишкек.

## Награды и признание
- Заслуженный юрист Кыргызской Республики (1994)[2]
- орден «Манас» II степени (2009)[2]
- орден «Манас» III степени (1997)[2]
- Почётная грамота Кыргызской Республики (1995)[2]
- Международная премия «Курманжан Датка» Ассоциации «Руханият» (1999)
- Международная Высшая юридическая премия «Фемида — 2000» (2000).